# Nemo Peak
Der Nemo Peak ist ein 865 m hoher und markanter Berg im nördlichen Teil der Wiencke-Insel im westantarktischen Palmer-Archipel. Er ragt 1,5 km nordöstlich des Nipple Peak auf.
Entdeckt wurde er im Zuge der Belgica-Expedition (1897–1899) des belgischen Polarforschers Adrien de Gerlache de Gomery. Sein Name ist erstmals auf einer Landkarte verzeichnet, die im Zuge von Vermessungen durch Wissenschaftler der britischen Discovery Investigations im Jahr 1927 entstand. Wahrscheinlich geht die Benennung auf Walfänger in diesem Gebiet zurück. Der weitere Benennungshintergrund ist nicht überliefert.